# Франко Ріккарді
Франко Ріккарді (італ. Franco Riccardi, нар. 13 червня 1905, Мілан, Італія — 25 травня 1968, Сан-Коломбано-аль-Ламбро, Італія) — італійський фехтувальник на шпагах, триразовий олімпійський чемпіон (1928 та двічі 1936 років), срібний (1932 рік) призер Олімпійських ігор, дворазовий чемпіон світу.

## Виступи на Олімпіадах
| Олімпіада         | Дисципліна          | Місце |
| ----------------- | ------------------- | ----- |
| Амстердам 1928    | командна шпага      | 1     |
| Лос-Анджелес 1932 | командна шпага      | 2     |
| Берлін 1936       | індивідуальна шпага | 1     |
| Берлін 1936       | командна шпага      | 1     |